# Rejencja stralsundzka
     Rejencja stralsundzka
     Rejencja szczecińska
     Rejencja koszalińska

Podział administracyjny Pomorza w 1913 r.
Rejencja stralsundzka
Rejencja szczecińska
Rejencja koszalińska

Rejencja stralsundzka (niem. Regierungsbezirk Stralsund) – prusko-niemiecka jednostka podziału terytorialnego w latach 1818–1932, obejmująca dzisiejszą zachodnią część Pomorza Przedniego. Stolicą był Stralsund. Rejencja wchodziła w skład prowincji Pomorze. W skład tej prowincji wchodziły także: rejencja koszalińska, rejencja szczecińska i rejencja pilska od 1938 r. Teren dawnej rejencji należy obecnie do Niemiec, do kraju związkowego Meklemburgia-Pomorze Przednie i powiatów Vorpommern-Greifswald oraz Vorpommern-Rügen.

## Historia
1 października 1932 rejencja została zlikwidowana, a jej terytorium stało się częścią rejencji szczecińskiej.  

## Podział administracyjny w 1928
- Powiaty grodzkie (Stadtkreis):
  - Greifswald
  - Stralsund

- Powiaty ziemskie (Landkreis):
  - Franzburg-Barth, do 31 stycznia 1928 powiat Franzburg
  - Greifswald, od 1913 bez miasta Greifswald
  - Grimmen
  - Rügen, z siedzibą w Bergen auf Rügen